# حرف ضعيف
الحُرْف الضعيف نوع نباتي يتبع جنس الحُرْف من الفصيلة الصليبية.

## الموئل والانتشار
موطنه جنوب الولايات المتحدة الأمريكية.